# Рачкова, Татьяна Борисовна
Татьяна Борисовна Рачкова (род.14 января 1973, Москва, СССР) — фигуристка из СССР, серебряный призёр чемпионата СССР 1991/92 года, бронзовый призёр чемпионата России 1992/93 года, участница Олимпийских игр 1992 года. Мастер спорта СССР международного класса. Окончила ГЦОЛИФК.
Победительница Всесоюзных соревнований «Олимпийские надежды» (1988, Днепропетровск). Бронзовый призёр VII (последней) зимней Спартакиады народов СССР (1990, Киев). Участница Игр доброй воли (6-е место, 1990, август, Сиэтл, США). Участница «Кубка наций на льду» (9-е место, 1992, Гельзенкирхен, Германия). Победительница первенства Москвы (1990).
Тренировалась у Галины Орловой, Любови Малевой, Сергея Волкова, Игоря Русакова, Елены Щегловой.

## Результаты
| Международные           | Международные | Международные | Международные | Международные |
| Событие                 | 1990-91       | 1991-92       | 1992-93       | 1993-94       |
| ----------------------- | ------------- | ------------- | ------------- | ------------- |
| Зимние Олимпийские игры |               | 16            |               |               |
| Чемпионаты мира         |               | 13            |               |               |
| Чемпионаты Европы       |               | 14            |               |               |
| Скейт Канада            | 7             |               |               |               |
| GP Paris                | 7             |               |               | 11            |
| Vienna Cup              |               |               | 1             |               |
| Национальные            |               |               |               |               |
| Чемпионаты России       |               |               | 3             | 4             |
| Чемпионаты СССР         | 5             | 2             |               |               |